# Vrbice (Mšené-lázně)
Vrbice je část obce Mšené-lázně v okrese Litoměřice. Nachází se na jihozápadě Mšeného. V roce 2009 zde bylo evidováno 131 adres. V roce 2011 zde trvale žilo 219 obyvatel.
Vrbice leží v katastrálním území Vrbice u Mšeného-lázní o rozloze 5,29 km2.

## Historie
Nejstarší písemná zmínka pochází z roku 1267.

## Obyvatelstvo
| | 1869 | 1880 | 1890 | 1900 | 1910 | 1921 | 1930 | 1950 | 1961 | 1970 | 1980 | 1991 | 2001 | 2011 |
| --- | ---- | ---- | ---- | ---- | ---- | ---- | ---- | ---- | ---- | ---- | ---- | ---- | ---- | ---- |
| Obyvatelé                                                                                                  | 351  | 410  | 482  | 497  | 503  | 534  | 501  | 463  | 366  | 154  | 194  | 131  | 125  | 219  |
| Domy | 71   | 73   | 93   | 95   | 94   | 100  | 110  | 126  | .    | 58   | 77   | 94   | 92   | 104  |
| Tabulka zahrnuje údaje části Podolí a počet domů z roku 1961 je zahrnut v domech místní části Mšené-lázně. |      |      |      |      |      |      |      |      |      |      |      |      |      |      |

## Pamětihodnosti
- Kaple

## Další fotografie

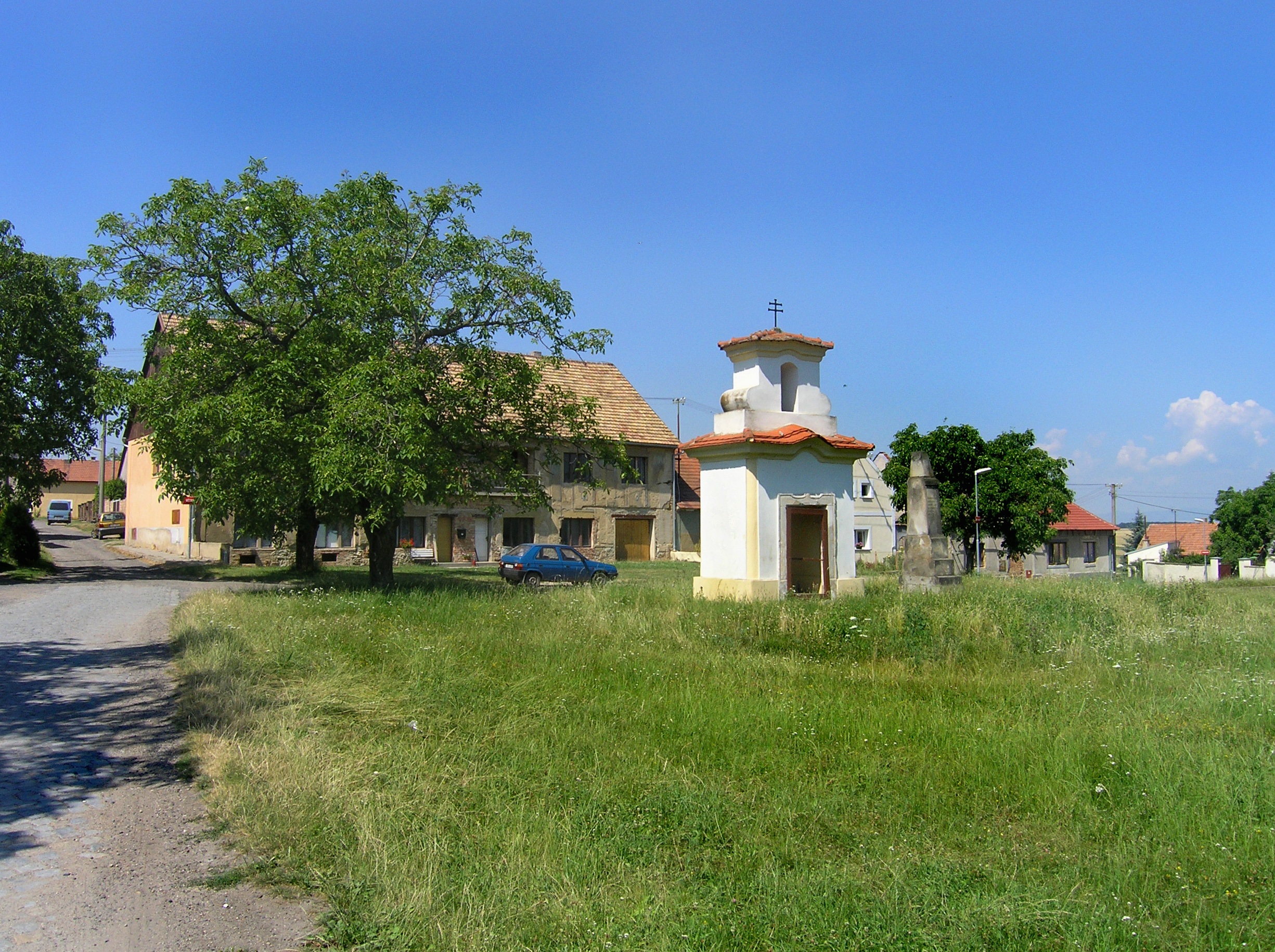
Náves
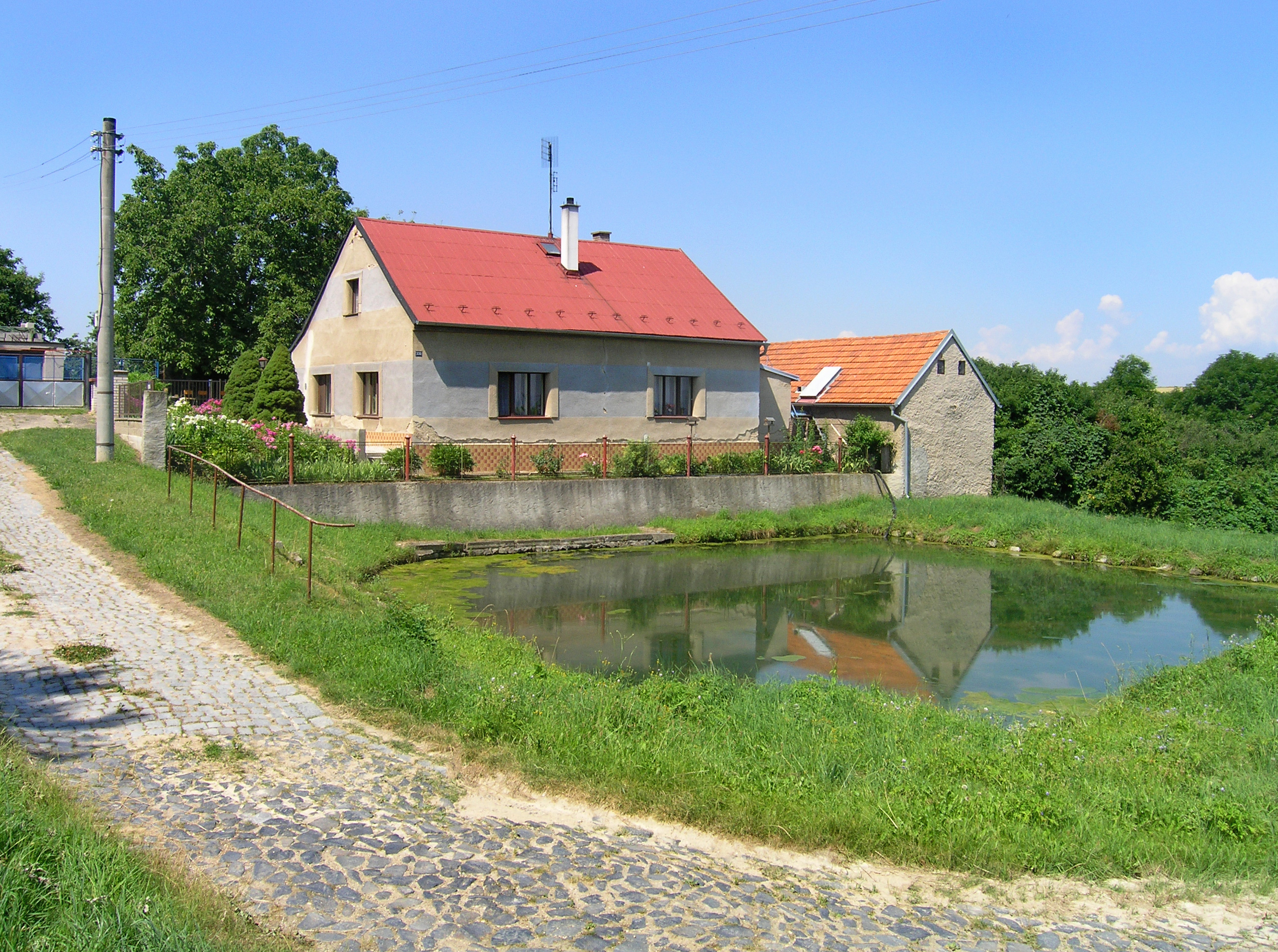
Rybníček